# Fus3

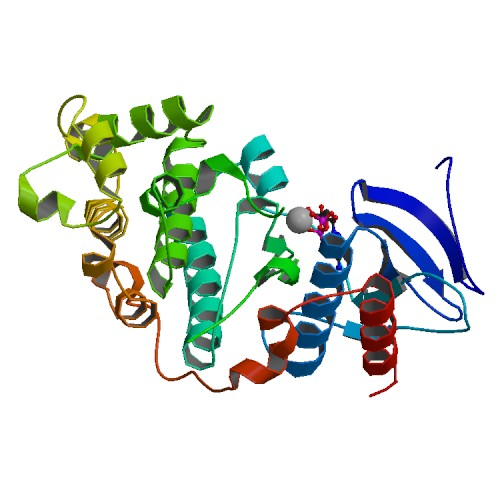
Fus3 MAP 인산화 효소의 결정 구조

Fus3는 효모의 교배 결정에 관여하는 MAPK 단백질이다. 스캐폴드 단백질 Ste5로부터 Fus3의 해리는 효모에서 관찰되는 스위치 형 짝짓기 결정을 초래한다. 이 과정 동안, Fus3는 인산가수분해효소(Phosphatase) Pte1과 경쟁하여 Ste5에서 4개의 주요 인산화 부위를 인산화 시키려한다. Ste5상의 4개 부위 모두가 Pte1에 의해 탈인산화되었을 때, Fus3는 Ste5로부터 분리되어 핵으로 이동한다.
Fus3의 하나의 조절자는 Ste5이다. Ste5는 MAPK 인산화 효소(MAPKK)의 Ste7(Fus3의 주요 활성자)에 의해 조절된 두 위치 중 하나가 자가 인산화(Autophosphorylation)를 야기시킨다. 이 단일 인산화로 인해 Fus3가 Ste5를 인산화시켜 신호가 감소한다. 그러나 Ste5는 선택적으로 Ste7에 의한 인산화 Fus3를 촉매로 해제한다. Fus3를 활성화하기 위해서는 Ste5와 Ste7의 촉매 도메인이 모두 존재해야 한다. 이는 Fus3이 결합 경로 중에만 활성화되고 Ste7을 사용하는 다른 상황에서는 비활성 상태를 유지하는 데 도움이 된다. Ste5에 대한 결합이 파괴될 때, Fus3는 동족체(Homologue) Kss1처럼 행동하고, 더 이상 세포는 구배에 효율적으로 반응하지 않는다.
Fus3는 Ste7에 의해 활성화되고 기질은 Ste12, Far1, Bni1, Sst2, Tec1, Ste5를 포함한다. 세포질, 교합 돌기 팁, 핵 및 미토콘드리아에 국소화 될 수있다.
또한 Fus3는 억제 단백질 Rst1 및 Rst1 (각각 Dig1 및 Dig2)을 인산화시켜 교합-특이적 유전자의 Ste12 의존성 전사를 촉진시킨다. 또한 Far1을 활성화하여 사이클린 CLN1 및 CLN2를 억제하여 세포 주기를 조절한다.

## Kss1
Fus3의 기능적 동족체인 Kss1은 shmoo의 생산에 관여하지 않는다. Kss 돌연변이 체는 셔플 능력에 있어서 야생형 효모 세포와 유사하게 행동한다. Fus3 및 Kss1이 기능적으로 중복되는 반면, Fus3 단백질의 기질은 Kss1과 공유되거나 공유되지 않을 수있는 것으로 나타났다. 대신 Fus3의 기능은 결합을 조절하는 것이고 Kss1의 기능은 필라멘트 및 침입을 조절하는 것으로 밝혀졌다. Fus3가 없으면, 경로 통신에 오류가있을 수 있으며, 이는 짝을 이루는 페로몬에 의해 Kss1이 활성화 될 수 있게 한다.
Kss1은 Fus3의 초 민감도를 나타내지 않고, 대신 빠르게 활성화되며 등급별 용량-반응 프로파일을 갖는다.

## 생물학적 과정
Fus3는 다음과 같은 생물학적 과정에 관여한다.
- 세포 주기 정지
- 포도당 제한에 따른 침습적 성장
- MAPK 신호 전달의 음성 조절(Negative Regulation)
- 전치(Transposition)의 음성 조절
- 세포 융합에 관련된 페로몬 의존성 신호 변환
- 핵에서 단백질 수출의 양성 조절(Positive Regulation)
- 단백질 인산화